# Chamelaucium ciliatum
Chamelaucium ciliatum är en myrtenväxtart som beskrevs av René Louiche Desfontaines. Chamelaucium ciliatum ingår i släktet Chamelaucium och familjen myrtenväxter. Inga underarter finns listade i Catalogue of Life.